# Серая пустельга
Серая пустельга (лат. Falco ardosiaceus) — вид птиц из семейства соколиных.

## Распространение
Вид широко распространён в западной и центральной частях Африки, но отсутствует в регионах, покрытых густыми лесами, например, в части бассейна реки Конго. На восток ареал простирается до Эфиопии и западных частей Кении и Танзании, на юг — до севера Намибии и Замбии. Фиксируются залёты этих птиц в Малави. Общая площадь ареала составляет 12 млн км2.
В Западной Африке отмечались миграции птиц к северу во влажный сезон и к югу в сухой.

## Описание
Довольно небольшие соколы с крупной головой и относительно короткими крыльями. Длина тела составляет 28—33 см, размах крыльев 58—72 см, вес до 300 г.

## Биология
Наиболее активны на рассвете и закате. Охотятся на насекомых, ящериц и мелких млекопитающих, таких как летучие мыши. Также едят птиц, амфибий и червей.
Иногда поедают орехи масличной пальмы, что делает представителей вида одной из немногих хищных птиц, которые едят овощи.

## Охранный статус
МСОП присвоил таксону охранный статус «Виды, вызывающие наименьшие опасения» (LC).